# Іданя-а-Нова (парафія)
Іданя-а-Нова (порт. Idanha-a-Nova; МФА: [i.ˈdɐ.ɲɐ-ɐ-ˈno.vɐ]) — парафія в Португалії, у муніципалітеті Іданя-а-Нова. Розташована в східній частині країни, на теренах історичної португальської провінції Бейра. Входить до складу округу Каштелу-Бранку. За адміністративним поділом, чинним до 1976 року, терени парафії були складовою провінції Нижня Бейра. Належить до Порталегрівсько-Каштелу-Бранківської діоцезії Католицької церкви. Патрон — Діва Марія. Площа — 227,9632 км². Населення — 2352 ос. (2011). Слабо урбанізований регіон. Густота населення — 10,32 осіб/км²
. Код — 050503.

## Населення
| Кількість мешканців | Кількість мешканців | Кількість мешканців | Кількість мешканців | Кількість мешканців | Кількість мешканців | Кількість мешканців | Кількість мешканців | Кількість мешканців | Кількість мешканців | Кількість мешканців | Кількість мешканців | Кількість мешканців | Кількість мешканців | Кількість мешканців |
| ------------------- | ------------------- | ------------------- | ------------------- | ------------------- | ------------------- | ------------------- | ------------------- | ------------------- | ------------------- | ------------------- | ------------------- | ------------------- | ------------------- | ------------------- |
| 1864                | 1878                | 1890                | 1900                | 1911                | 1920                | 1930                | 1940                | 1950                | 1960                | 1970                | 1981                | 1991                | 2001                | 2011                |
| 2 566               | 2 938               | 3 079               | 3 610               | 4 185               | 3 924               | 4 129               | 5 272               | 4 969               | 4 567               | 2 951               | 2 742               | 2 454               | 2 519               | 2 352               |